# Cebuà
El cebuà, també conegut com a sugbuanon o cebuano, és una llengua que pertany a la família austronèsia, dins de la branca occidental malaiopolinèsia i del grup visayo (Binisayâ). És parlada a les Filipines per vora 18.000.000 de persones. És el segon idioma més parlat del país. El nom prové del nom de l'illa filipina de Cebú. Se li ha donat el codi de tres lletres ISO 639-2 'ceb', però no té codi de dues lletres ISO 639-1.
El cebuà és la llengua nadiua dels habitants de Cebú, de Bohol, de la part oriental de l'illa de Negros i de l'occidental de Leyte i Biliran, del sud de Masbate i de la major part de Mindanao. També es parla en algunes parts de Samar. Fins als anys 1980, el cebuà sobrepassava el tagal en nombre de parlants. El dialecte utilitzat a Bohol és conegut com el boholà o boholano i a vegades es considera un idioma separat.
El cebuà va ser molt influenciat pel castellà durant el període de colonialisme de 1565 a 1898. Amb l'arribada dels colons castellans, per exemple, es va introduir un sistema d'escriptura basat amb el llatí juntament amb una sèrie de préstecs del castellà

## Nombres

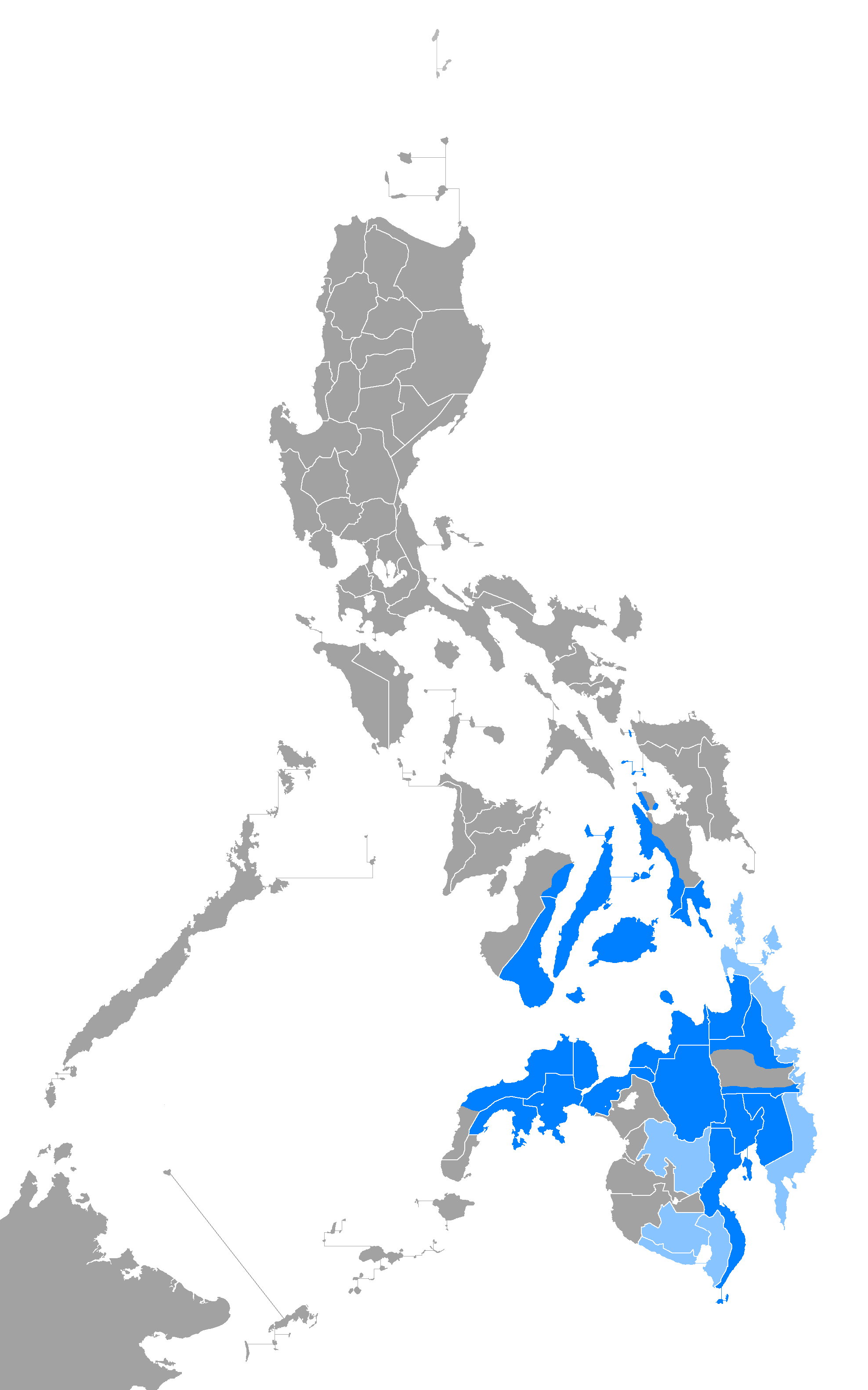
Cebuà.

| Nombre        | Nadiu cebuà                           | derivat castellà      |
| ------------- | ------------------------------------- | --------------------- |
| 0             | walà                                  | nulo, sero            |
| 1             | usá                                   | uno                   |
| 2             | duhá                                  | dos                   |
| 3             | tuló                                  | tres                  |
| 4             | upát                                  | kwatro                |
| 5             | limá                                  | singko                |
| 6             | unóm                                  | séys                  |
| 7             | pitó                                  | siyete                |
| 8             | waló                                  | otso                  |
| 9             | siyám                                 | nwebe                 |
| 10            | napúlu, pulò                          | diyés                 |
| 11            | napúlu'g usá                          | onse                  |
| 12            | napúlu'g duhá                         | dose                  |
| 13            | napúlu'g tuló                         | trese                 |
| 14            | napúlu'g upát                         | katórse               |
| 15            | napúlu'g limá                         | kinse                 |
| 16            | napúlu'g unóm                         | diyesiséys            |
| 17            | napúlu'g pitó                         | diyesisiyete          |
| 18            | napúlu'g waló                         | diyesiyotso           |
| 19            | napúlu'g siyám                        | diyesinwebe           |
| 20            | kaluháan (kaduháan)                   | beynte                |
| 21            | kaluháag usá                          | beyntiwuno            |
| 22            | kaluháag duhá                         | beyntidos             |
| 23            | kaluháag tuló                         | beyntitres            |
| 24            | kaluháag upát                         | beyntikwatro          |
| 25            | kaluháag limá                         | beyntisingko          |
| 30            | katló-an (katuló-an)                  | treynta               |
| 40            | kap-atan (kaupátan)                   | kwarénta              |
| 50            | kalím-an (kalimá-an)                  | sinkwénta             |
| 60            | kan-uman (ka-unóman)                  | sesenta               |
| 70            | kapitó-an                             | seténta               |
| 80            | kawaló-an                             | otsénta               |
| 90            | kasiyáman                             | nobénta               |
| 100           | usá ka gatós                          | siyén, siyento        |
| 200           | duhá ka gatós                         | dosiyéntos            |
| 300           | tuló ka gatós                         | tresiyéntos           |
| 400           | upát ka gatós                         | kwatrosiyéntos        |
| 500           | limá ka gatós                         | kiniyéntos            |
| 1,000         | usá ka libo                           | mil                   |
| 5,000         | limá ka libo                          | singko mil            |
| 10,000        | usá ka laksà, napulò ka libo          | diyes mil             |
| 50,000        | limá ka laksà, kalím-an ka libo       | singkwenta mil        |
| 100,000       | napulò ka laksà, usá ka gatós ka líbo | siyén mil             |
| 1,000,000     | usá ka yukót                          | milyón                |
| 1,000,000,000 | usá ka wakát                          | bilyón (mil milyones) |

## Exemples
- Sóc en Miguel de Guia. - Ako si Miguel de Guia.
- Puc fer una pregunta? - "Mahimo bang mangutana?" o "Puwede 'ko mangutana?"
- Com estàs? - Kumusta ka?
- Bé. (Estic bé.) - Maayo.
- Quants anys tens? - Pila'y imong idad?
- Quant? - "Pila?" o "Tag-pila?"
- Quants? - Pila?
- No ho sé. - "Wala ko kahibalo" o "Ambut".
- Bon dia! - Maayong adlaw!
- Bona tarda! - "Maayong hapon!" o "Maayong Palis!"
- Bona nit! - Maayong gabii!
- Qui és vostè? - "Kinsa ka?" (informal)
- A on va vostè? - Asa ka padulong?
- On és el bany? - Asa man ang CR (banyo)?
- On és el seu bany? - Asa man ang CR (banyo) 'ninyo?
- Com es diu? - Unsay ngalan nimo?
- On és el mercat? - Asa man ang merkado?
- Voldria comprar això. - Paliton na nako.
- Voldria aquests dos. - Gusto ko ug duha ana.
- Hola, el meu nom és Joan. - "Kumusta. Joan akong ngalan". o, "Ako si Joan"
- Sí. - Oo.
- No. - Dili.